# Blohm & Voss BV 141
Blohm & Voss BV 141 là một loại máy bay trinh sát chiến thuật của Đức Quốc xã trong Chiến tranh thế giới II. Loại máy bay này có cấu trúc bất đối xứng không theo thiết kế thông thường.

## Tính năng kỹ chiến thuật (BV 141 A-04 [V7])
Dữ liệu lấy từ 
Đặc tính tổng quan
- Kíp lái: 3
- Chiều dài: 12,15 m (39 ft 10 in)

BV 141 B-02 (V10): 13,95 m (46 ft)
- Sải cánh: 15,45 m (50 ft 8 in)

BV 141 B-02 (V10): 17,45 m (57 ft)
- Chiều cao: 4,1 m (13 ft 5 in)

BV 141 B-02 (V10): 3,6 m (12 ft)
- Diện tích cánh: 42,85 m2 (461,2 foot vuông)

BV 141 B-02 (V10): 52,9 m2 (569 foot vuông)
- Trọng lượng rỗng: 3,167 kg (7 lb)

BV 141 B-02 (V10): 4,700 kg (10 lb)
- Trọng lượng có tải: 3,900 kg (9 lb)

BV 141 B-02 (V10): 5,700 kg (13 lb)

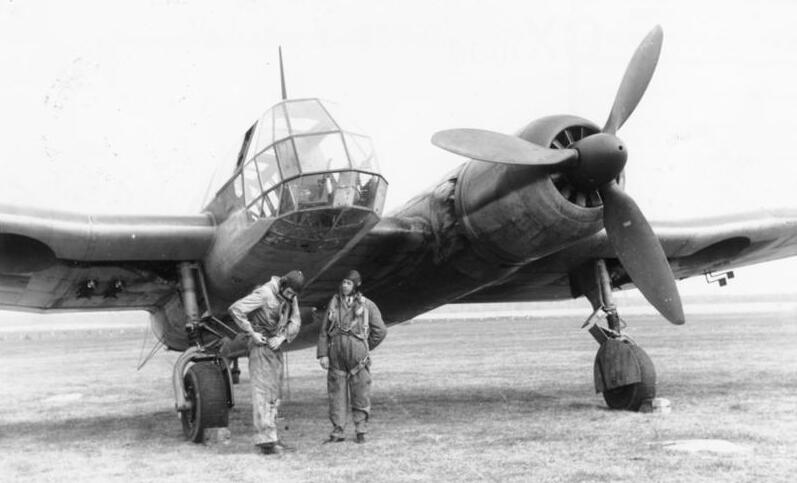

Bv 141

- Max take-off weight: BV 141 B-02 (V10): 6,100 kg (13 lb)
- Động cơ: 1 × BMW 132N , 636 kW (853 hp)  trên mực nước biển

706 kW (947 hp) trên độ cao 3,000 m (10 ft)
BV 141 B-02 (V10): 1 x BMW 801A ở 1,560 PS (1 kW)
Hiệu suất bay
- Vận tốc cực đại: 340 km/h (211 mph; 184 kn) trên mực nước biển

400 km/h (249 mph) tại độ cao 3,800 m (12 ft)
BV 141B-02 (V10): 368 km/h (229 mph) trên mực nước biển
438 km/h (272 mph) tại độ cao 5,000 m (16 ft)
- Vận tốc hành trình: 310 km/h (193 mph; 167 kn) trên mực nước biển

365 km/h (227 mph) tại độ cao 4,500 m (15 ft)
- Tầm bay: 1.140 km (708 mi; 616 nmi) maximum

BV 141B-02 (V10): 1,900 km (1 mi)
- Trần bay: 9.000 m (29.528 ft)

BV 141B-02 (V10): 10,000 m (33 ft)
- Tải trên cánh: 60,2 kg/m2 (12,3 lb/foot vuông)

BV 141B-02 (V10): 107,75 kg/m² (22,07 lb/ft²)
- Công suất/khối lượng: 0,448 kW/kg (0,274 hp/lb)

BV 141B-02 (V10): 0,204 kW/kg (0,124 hp/lb)

Vũ khí trang bị

- Súng: 2 x Súng máy MG 17 7,92 mm (0,312 in) và 2 x súng máy MG 15 7,92 mm
- Bom: 4 × quả bom SC50 50 kg (110 lb)